# Josh Randall
Josh R. Randall (Pacific Grove, 27 januari 1972) is een Amerikaans acteur.

## Biografie
Randall doorliep zijn high school aan de Monterey High School in Monterey (Californië), hier was hij in zijn laatste jaar co-editor van de schoolkrant The Galleon.
Randall was van 2000 tot en met 2011 getrouwd.

## Filmografie

### Films
Uitgezonderd korte films.
- 2024 Furiosa: A Mad Max Saga - als Savage
- 2020 Fantasy Island - als Valet Chester
- 2018 The Mission - als Charlie Scooderro
- 2018 Conrad & Michelle: If Words Could Kill - als Joseph Cataldo
- 2017 Negative - als Graham
- 2015 Boned - als dr. Edward Pierce
- 2011 Juko's Time Machine – als Hammell
- 2010 The Bad Penny – als Jack sr.
- 2010 The Warrior’s Way – als Hell Rider
- 2010 SaleMate – als Arthur
- 2009 A Good Funeral – als Andrew
- 2008 Sex Drive – als kassier
- 2007 Timber Falls – als Mike
- 2007 One of Our Own – als Stellan
- 2005 Romancing the Bride – als Brian
- 2005 Snow Wonder – als Billy
- 2005 The Aviary – als Julian
- 2005 True – als ??
- 2005 Lucky 13 – als Franz
- 2004 Untitled Dan Staley/Rob Long Project – als ??
- 2003 Secret Santa – als Ryan
- 2002 The Story of O: Untold Pleasures – als vriend van Natalie
- 1998 The Party Crashers – als de gekneusde
- 1997 The Last Time I Committed Suicide – als beveiliger
- 1996 Somebody Is Waiting – als dief

### Televisieseries
Uitgezonderd eenmalige gastrollen.
- 2021-2024 Station 19 - als kapitein Sean Beckett - 46 afl.
- 2022 Westworld - als James Navarro - 2 afl.
- 2017-2022 Ozark - als Bruce Liddell - 3 afl.
- 2017 Ten Days in the Valley - als Tom Petrovich - 7 afl.
- 2016 Quarry - als rechercheur Tommy Olsen - 7 afl.
- 2016 Hit the Floor - als Eddie - 3 afl.
- 2012 Criminal Minds – als Matthew Downs – 2 afl.
- 2011 Greek – als professor Simon Segal – 6 afl.
- 2010 The Event – als Paul Stern – 2 afl.
- 2009 Raising the Bar – als Tim Porter – 4 afl.
- 2008 Pushing Daisies – als Charles Charles – 2 afl.
- 2007 Men in Trees – als Danny O'Donnell – 2 afl.
- 2006 Courtnig Alex – als Scott Larson – 12 afl.
- 2005-2006 Scrubs – als Jake – 4 afl.
- 2000-2004 Ed – als Mike Burton – 83 afl.

- Bibliothèque nationale de France: cb161529187 (data)
- International Standard Name Identifier: 0000 0000 7289 012X
- Virtual International Authority File: 7342168453557566300005